# Juan Orrego-Salas
Orrego  Salas est un nom espagnol. Le premier nom de famille, en général paternel, est Orrego ; le second, en général maternel, souvent omis, est Salas.
Juan Antonio Orrego Salas, né à Santiago (Chili) le 18 janvier 1919 et mort le 24 novembre 2019 à Bloomington (Indiana), est un compositeur chilo-américain de musique classique contemporaine et un musicologue.

## Biographie
Juan Orrego-Salas a commencé ses études en composition dans son pays natal avec Pedro Humberto Allende et Domingo Santa Cruz. Sa musique est remarquée par le compositeur américain Aaron Copland avec qui il étudie ensuite à Tanglewood en 1946 avec un groupe de compositeurs latino-américains qui comprenait également Roque Cordero, Alberto Ginastera, Julián Orbón et Héctor Tosar. De 1944 à 1946, il a étudié en outre la composition avec Randall Thompson et la musicologie avec Paul Henry Lang grâce à une Bourse Guggenheim. Une seconde bourse Guggenheim l'a ramené aux États-Unis au début des années 1950. Tout au long de cette décennie, ses œuvres ont été interprétées par le Quatuor Juilliard, le Louisville Orchestra, et le National Symphony Orchestra. En 1961, il s'est installé de façon permanente aux États-Unis pour travailler à l'Université de l'Indiana, où il a co-fondé le Latin American Music Center,,.
Il est l'un des compositeurs chiliens les plus importants et les plus connus de ce pays à travers le monde. Les œuvres majeures de son catalogue comprennent six symphonies, quatre quatuors à cordes, deux concertos pour piano, un concerto pour violon, la Cantate América, no en vano invocamos tu nombre (sur des textes de Pablo Neruda), les œuvres vocales El Alba del Alhelí et Canciones Castellanas (qui a été jouée lors du festival ISCM World Music Days en 1949), et la pièce Un Canto para Bolívar composée pour le groupe Quilapayún, l'ensemble le plus important de Nueva Canción Chilena,,.